# Biestrzykowice
Biestrzykowice [pronunciación en polaco: /bjɛstʂɨkɔˈvit͡sɛ/] (en alemán: Eckersdorf) es un pueblo ubicado en el distrito administrativo de Gmina Świerczów, dentro del Condado de Namysłów, Voivodato de Opole, en el sur de Polonia occidental. Se encuentra aproximadamente a 11 kilómetros al sureste de Namysłów y a 38 kilómetros al norte de la capital regional Opole.
Antes de 1945, el área fue parte de Alemania.